# Адыгейский топонимический словарь
«Адыгейский топонимический словарь» — первый топонимический словарь о географических названиях адыгейского происхождения.
Выходил трижды: в 1981 году в Майкопе, в 1990 году в Москве и в 2003 году снова в Майкопе. Автор словаря — доктор филологических наук, профессор Меретуков, Касим Хамосович (1935—2004). Словарь вышел под эгидой Адыгейского научно-исследовательского института экономики, языка, литературы и истории.
Первое издание включает около 1200 наименований, второе — около 2500, третье — около 3500. Это исторические, географические и лингвистическии наименования, касающиеся Республики Адыгеи, аулов Черноморского побережья и адыгейских населенных пунктов Краснодарского края.
Словарь учитывает возраст исследуемой территории. Около топонимов приведены на языке оригинала и в русской транскрипции. В приложении полный перечень названий и подробная история улиц, площадей Майкопа. Именной указатель для поиска, карты, библиография.

## Библиографическое описание
- Адыгейский топонимический словарь / К. Х. Меретуков ; Адыгейский научно-исследовательский институт экономики, языка, литературы и истории. — Майкоп : Адыг. отд-ние Краснод. кн. изд-ва, 1981. — 182, [1] с. — 5000 экз.
- Адыгейский топонимический словарь / К. Х. Меретуков ; Адыг. НИИ экономики, яз., лит. и истории. — [2-е изд.]. — М. : Прометей, 1990. — 182, [1] с. : ил., карты. — 5000 экз.
- Адыгейский топонимический словарь / К. Х. Меретуков ; Адыгейский республиканский институт гуманитарных исследований имени Т. М. Керашева. — 3-е доп. изд. — Майкоп : Качество, 2003. — 423 с. : карты, [12] л. ил. — Библиогр.: с. 417—422. — 500 экз.